# Le Prestige (film)
Pour les articles homonymes, voir Prestige.
Pour plus de détails, voir Fiche technique et Distribution.
Le Prestige (The Prestige) est un film américano-britannique réalisé par Christopher Nolan, sorti en 2006.
Adapté du roman éponyme de Christopher Priest publié en 1995, le film raconte l'histoire — qui suit une structure de narration non linéaire — de deux prestidigitateurs britanniques de la fin du XIXe siècle engagés dans une dramatique rivalité. 
Le film suit Alfred Borden (Christian Bale) qui est un magicien de la fin du XIXe siècle, jugé pour l'assassinat supposé de son rival Robert Angier (Hugh Jackman). Quelques années plus tôt, la rivalité qui oppose les deux hommes débute à la suite de l'accident mortel de la femme d'Angier. Les deux magiciens s'affrontent pour un tour de magie nommé « l'homme transporté » qu'ils se disputent, avec en toile de fond les recherches sur l'électricité de Nikola Tesla (David Bowie).
Le film connaît un certain succès commercial et obtient de bonnes critiques. Il reçoit également deux nominations aux Oscars du cinéma.

## Synopsis
Durant l'ère victorienne, le magicien Alfred Borden est accusé du meurtre de son rival et ex-ami Robert Angier. Ce dernier s'est noyé au cours d'un tour de magie, après être tombé d'une trappe dans une cuve remplie d'eau et verrouillée, l'exécution du tour ayant apparemment mal tourné. Seul témoin présent sur les lieux, Borden est condamné au vu de la vieille rivalité qui l'oppose à Angier. Dans l'attente de son exécution, Borden reçoit le journal intime d'Angier et commence à le lire.
Quelques années plus tôt, en 1897, Alfred Borden et Robert Angier travaillent comme assistants d'un maître de la magie, le dénommé « Milton le magicien », dans un tour particulièrement dangereux durant lequel l'épouse d'Angier, Julia (Piper Perabo), ligotée, se libère d'une cuve hermétiquement fermée et remplie d'eau. Un jour, Julia se noie car Borden a utilisé un nœud de corde inédit que Milton avait refusé. Borden affirme être incapable de se souvenir du nœud qu'il avait pourtant réalisé avec l'acquiescement silencieux de Julia.
Les hommes se séparent alors, et Borden fait carrière seul sous le nom du « Professeur ». Il embauche un ingénieur du nom de Fallon et épouse une spectatrice dénommée Sarah (Rebecca Hall), avec qui il a une fille, Jess. Angier quant à lui devient « Le Grand Danton », un nom qui lui avait été suggéré par sa défunte épouse. Il est aidé par l'ingénieur Harry Cutter (Michael Caine) et embauche une jeune assistante nommée Olivia (Scarlett Johansson). Angier, déguisé, commence sa vengeance en tirant un coup de feu avec une véritable balle sur Borden pendant un tour de magie de celui-ci, lui faisant perdre deux doigts de la main. Plus tard, Borden, déguisé lui aussi, provoque l'échec d'un numéro d'Angier de disparition d'oiseau, tour de magie durant lequel l'oiseau est tué devant le public mécontent (une personne est même blessée).
C'est alors que Borden met en place son tour de magie de « L'Homme Transporté ». Dans ce tour, où Borden se transporte d'une caisse à une autre, Cutter est persuadé que le magicien utilise un sosie. Angier engage alors un homme lui ressemblant, Gerald Root, afin de reproduire ce nouveau tour de magie qu'il baptise « Le Nouvel Homme Transporté ». Mais Angier est frustré d'effectuer la majeure partie du tour et de laisser les acclamations et applaudissements du public à son sosie. Il confie donc à son assistante Olivia la mission de se faire engager par son adversaire Borden et de lui voler son secret. Olivia tombe amoureuse de Borden, mais fournit à Angier le journal de Borden dans lequel il décrit tous ses tours. Mais le journal est codé et impossible à décrypter sans le mot-clé.
Angier n'est pas au bout de ses peines : lors d'une des représentations du « Nouvel Homme Transporté », Borden déplace le matelas sur lequel Angier était censé atterrir. La chute cause une blessure à Angier tant physique que morale : en effet, Borden ne se contente pas d'estropier son rival, mais l'humilie en montant sur scène et en faisant la publicité de son propre spectacle. Fou de rage, Angier capture Fallon et exige le secret de « L'Homme Transporté » en échange de la vie de l'ingénieur. Borden accepte, et écrit son secret qui est aussi la clé de son journal : TESLA. Perplexe, Angier se rend dans le Colorado afin de rencontrer Nikola Tesla et découvre ce qui semble être le secret de Borden : une machine permettant de se téléporter. Malheureusement, la fabrication de cet engin est longue et coûteuse, c'est pourquoi Angier loge dans un hôtel non loin du laboratoire de Tesla. Angier, toujours attelé au décryptage du journal de son rival, y apprend une terrible nouvelle : Borden avait anticipé sa venue à Colorado Springs et Tesla était une fausse piste.
Ivre de colère, il se rend chez Tesla mais découvre que la fameuse machine fonctionne bel et bien (quelques réglages supplémentaires étant encore nécessaires) et qu'elle ne se contente pas de téléporter le « sujet » : l'objet, l'animal ou la personne y entrant reste sur place et intact, tout en se dédoublant quelques dizaines de mètres plus loin. La machine crée donc des clones parfaits. Tesla est contraint de s'enfuir quelque temps plus tard, et livre à Angier la version finale de son invention, lui conseillant tout de même dans une lettre de ne pas s'en servir. Poursuivant son obsession, Angier n'y renonce pas et repart pour Londres avec sa nouvelle acquisition. Borden, quant à lui, est déchiré entre la relation qu'il mène avec Sarah et celle qu'il mène avec Olivia. Sarah lui reproche de ne vivre que pour ses tours et se suicide.
Angier est enfin prêt à réaliser le « Véritable Homme Transporté » : le public, ainsi que Borden lui aussi présent dans la salle, sont stupéfaits quand ils aperçoivent un clone d'Angier qui se matérialise à l'arrière de la salle. Borden, bien qu'ayant remarqué une trappe sous la machine d'Angier, ne parvient pas à comprendre comment celui-ci aurait pu parcourir cette distance en moins d'une seconde. Lors d'une autre représentation, Borden s'introduit dans les coulisses et voit Angier en train de se noyer dans la cuve où il vient de tomber. Borden tente de briser la vitre du réservoir pour sauver Angier, en vain. Cutter arrive sur les lieux et Borden est arrêté pour le meurtre d'Angier, le clone ne s'étant pas manifesté dans la salle.
Quelques années après, Borden attend dans sa cellule l'heure de son exécution. Lord Caldlow, l'homme à qui il a accepté de remettre son plus grand secret, en échange de quoi celui-ci adoptera Jess, sa fille, lui évitant ainsi d'être confiée aux « soins » de l'État, apparaît enfin : il s'agit d'Angier ou du moins son clone rematérialisé. Toutefois, celui-ci refuse de découvrir le secret de Borden, jugeant de toute façon que celui-ci devait être moins bon que le sien. Borden est pendu. Lorsqu'on lui accorde une dernière parole, celui-ci se contente de dire « abracadabra ».
Mais Angier se fait tirer dessus peu après, dans l'entrepôt où se trouve sa machine, par un homme en qui il a la surprise de reconnaître Borden. Mourant, il comprend alors qu'il s'agissait en fait de son frère jumeau et Borden lui explique que les deux frères vivaient en fait la même vie et jouaient le rôle de Fallon et de Borden à tour de rôle. De même, l'un était amoureux de Sarah, et l'autre, celui qui a été pendu, d'Olivia. Dans un dernier flashback, on voit la méthode utilisée par Angier pour son tour, la machine de Tesla créant un double de lui-même pendant que le premier Angier tombe par une trappe et se noie dans une cuve remplie d'eau. Angier meurt, non sans avoir dit à Borden qu'il a toujours su que celui-ci était meilleur magicien que lui mais qu'il n'a jamais compris le plaisir qu'on pouvait ressentir à voir la foule admirative devant un tour. Borden quitte l'entrepôt, dans lequel on voit toutes les cuves servant aux noyades d'Angier, qui commence à brûler. Borden part retrouver sa fille, que Cutter est en train de distraire avec la réapparition d'un canari.

## Fiche technique
- Titre original : The Prestige
- Titre français : Le Prestige
- Réalisation : Christopher Nolan
- Scénario : Christopher Nolan et Jonathan Nolan, d'après le roman Le Prestige de Christopher Priest
- Musique : David Julyan
- Décors : Nathan Crowley
- Costumes : Joan Bergin
- Photographie : Wally Pfister
- Montage : Lee Smith
- Production : Christopher Nolan, Aaron Ryder et Emma Thomas
- Sociétés de production : Syncopy Films, Newmarket Productions et Touchstone Pictures, Warner Bros. Pictures
- Sociétés de distribution : Buena Vista Pictures (États-Unis), Warner Bros. Pictures (reste du monde)
- Budget : 40 000 000 $[1]
- Pays d'origine :  États-Unis,  Royaume-Uni
- Langue originale : anglais
- Format : couleur — 35 mm — 2,35:1 — Dolby Digital
- Genre : Thriller, fantastique, science-fiction
- Durée : 130 minutes
- Dates de sortie :
  - États-Unis, Canada : 20 octobre 2006
  - Royaume-Uni : 10 novembre 2006
  - France : 15 novembre 2006
  - Belgique : 10 janvier 2007

## Distribution
- Hugh Jackman (VF : Xavier Fagnon, VQ : Daniel Picard) : Robert Angier / Gerald Root
- Christian Bale (VF : Philippe Valmont, VQ : Antoine Durand) : Alfred Borden / Fallon
- Michael Caine (VF : Frédéric Cerdal, VQ : Vincent Davy) : John Cutter
- Scarlett Johansson (VF : Julia Vaidis-Bogard, VQ : Camille Cyr-Desmarais) : Olivia Wenscombe
- Rebecca Hall (VF : Élisabeth Ventura, VQ : Michèle Lituac) : Sarah Borden
- David Bowie (VF : Bernard Alane, VQ : Jean-Luc Montminy) : Nikola Tesla
- Andy Serkis (VF : Éric Etcheverry, VQ : Manuel Tadros) : M. Alley
- Piper Perabo (VF : Agathe Schumacher, VQ : Geneviève Désilets) : Julia McCullough
- Roger Rees (VF : Gilles Guillot, VQ : Stéphane Rivard) : Owens
- Edward Hibbert (VF : Hervé Jolly, VQ : Daniel Lesourd) : Ackerman
- William Morgan Sheppard (VF : Yves Barsacq) : Merrit
- Ricky Jay (VQ : Hubert Gagnon) : Milton le Magicien
- Daniel Davis (VF : Benoît Allemane) : le juge
- Jim Piddock (VQ : Benoit Rousseau) : le procureur
- Jamie Harris (VF : Pascal Casanova) : le gardien Sullen

Sources et légende : Version française (VF) sur AlloDoublage. Version québécoise (VQ) sur Doublage Québec

## Production

### Développement du projet

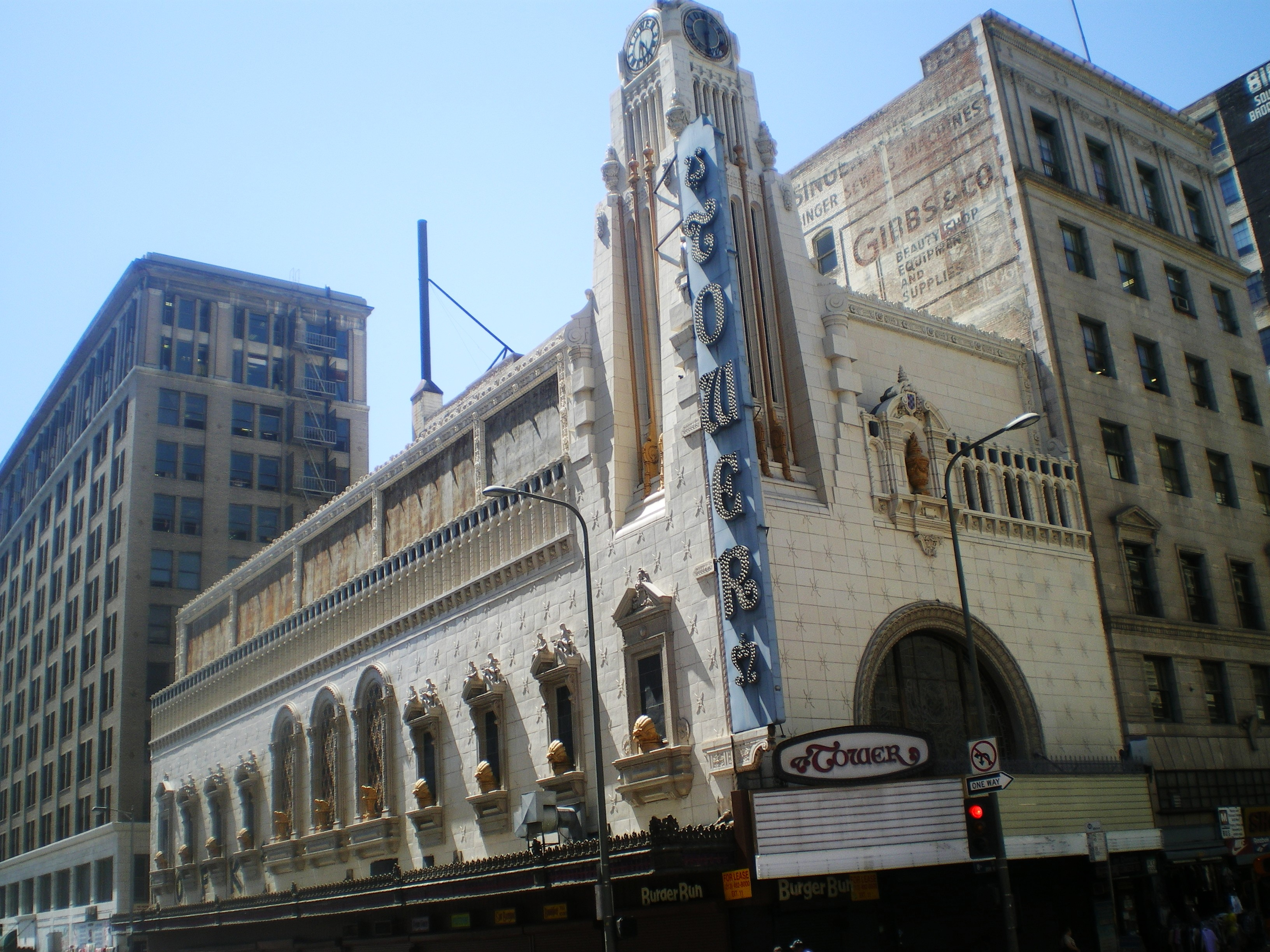
Le Tower Theatre est l'un des quatre théâtres de Los Angeles à avoir servi de décors pour les théâtres londoniens.

À la suite du succès de son roman Le Prestige, Christopher Priest est approché par des producteurs pour une adaptation du livre à l'écran. Priest a été impressionné par les films Following et Memento, de Christopher Nolan, et la productrice Valerie Dean soumet donc le roman à l'attention de Nolan. En octobre 2000, Nolan est au Royaume-Uni pour assurer la promotion de Memento et lit le roman de Priest. Il en discute avec son frère, Jonathan Nolan, lors d'une promenade dans le cimetière de Highgate, qui sera le cadre d'une scène du film quand Angier enterre vivant Fallon. Un an plus tard, les droits d'adaptation du roman sont achetés par Aaron Ryder de Newmarket Films, studio de production qui a financé Memento. Christopher Nolan est alors très occupé par la postproduction d'Insomnia et demande à son frère de l'aider à écrire le scénario.
Un long processus d'écriture commence alors, les deux frères travaillant par intermittence sur le scénario pendant plus de quatre ans. Ils mettent en avant la magie de l'histoire à travers une narration théâtrale, minimisant les descriptions visuelles des tours de magie. Le scénario en trois actes est délibérément structuré autour des trois éléments de l'illusion présentée : la promesse, le tour et le prestige. Nolan explique qu'il lui a fallu longtemps pour comprendre comment adapter à l'écran les techniques très littéraires qui conduisent l'intrigue : « les points de vue changeants, l'idée des journaux dans les journaux et des histoires dans l'histoire. Trouver les équivalents cinématographiques de ces procédés littéraires a été très complexe ». Bien que le film soit fidèle aux thématiques du roman, deux changements majeurs sont effectués durant le processus d'adaptation. L'intrigue secondaire spiritualiste est supprimée et la partie de l'histoire à l'époque moderne (avec les descendants des deux magiciens) a été remplacée par les scènes de Borden en cellule attendant sa pendaison. Après avoir vu le film, Priest a approuvé les changements opérés, affirmant que le script était « incroyablement brillant » et regrettant de n'avoir pas eu certaines idées introduites dans le film.
Au début de l'année 2003, Nolan projette de réaliser le film mais la production de Batman Begins est alors accélérée. Après la sortie de ce film, Nolan reprend le projet où il l'avait laissé et les acteurs Hugh Jackman et Christian Bale sont engagés pour les deux rôles principaux en octobre 2005.

### Choix des interprètes
Hugh Jackman exprime son intérêt pour tenir le rôle d'Angier après avoir lu le scénario et rencontre Christopher Nolan. Nolan sort de la rencontre convaincu que Jackman possède le sens du spectacle qu'il recherche pour le personnage. Nolan explique qu'Angier a « une merveilleuse compréhension de l'interaction entre un artiste et son public », qualité qu'il trouve aussi à Jackman. À propos de l'acteur, Nolan dit qu'il a « une grande profondeur en tant qu'acteur qui n'a pas encore été vraiment explorée. Le public n'a pas eu la chance de voir ce qu'il pouvait vraiment faire en tant qu'acteur, et c'est un personnage qui va lui permettre de le faire ». Pour son rôle, Jackman s'inspire du style du prestidigitateur des années 1950 Channing Pollock.
Christian Bale est choisi pour le rôle de Borden après l'engagement de Jackman. Bien qu'il l'ait déjà dirigé dans Batman Begins, Nolan n'avait pas pensé à Bale pour ce rôle jusqu'à ce que l'acteur le contacte pour lui dire qu'il était intéressé par le personnage. Le réalisateur est alors immédiatement séduit par l'idée, estimant que Bale est parfait pour le rôle. Nolan conseille aux acteurs de ne pas lire le roman de Christopher Priest avant le tournage mais Bale choisit de le lire quand même. Michael Caine, qui a joué dans Batman Begins au côté de Bale, est choisi pour le rôle de Cutter. Il décrit son personnage comme étant à la fois « un enseignant, un père et un guide pour Angier ». Nolan explique que le personnage est « devenu le cœur du film. Il a en lui une chaleur et une émotion exceptionnelles qui vous plonge dans l'histoire et vous permet d'avoir un point de vue sur les personnages sans les juger trop durement ».
Après avoir engagé ces trois acteurs renommés, Nolan, très enthousiaste à l'idée d'avoir Scarlett Johansson dans le film, rencontre l'actrice pour lui parler de son personnage d'Olivia et Johansson, séduite par la présentation de Nolan, accepte de tenir le rôle. Pour le rôle de Nikola Tesla, Nolan désire avoir quelqu'un qui n'est pas une star de cinéma mais qui est néanmoins « incroyablement charismatique ». La présence de Tesla à l'écran est réduite mais son rôle est très important et Nolan pense tout de suite à David Bowie pour l'interpréter. Bowie décline tout d'abord la proposition et Nolan, admirateur de longue date du chanteur, fait le déplacement pour le rencontrer et lui présenter le rôle, lui affirmant que personne d'autre ne peut le jouer. Bowie accepte alors en quelques minutes. Les prestidigitateurs Ricky Jay, qui joue un petit rôle dans le film, et Michael Weber donnent à Bale et Jackman un entraînement pour les tours de magie sur scène ainsi que des informations limitées sur la nature des tours.

### Tournage
Le chef décorateur Nathan Crowley commence à concevoir les décors du film dans le garage de Nolan alors que le scénario est encore en cours d'écriture. Il conçoit un « script visuel » à l'aide de maquettes, de dessins et de notes. Les deux frères Nolan terminent la version finale du scénario le 13 janvier 2006 et le tournage du film commence trois jours après à Los Angeles. L'équipe de décorateurs repère à travers la ville environ 70 lieux qui pourraient ressembler au Londres de la fin du XIXe siècle. Crowley choisit quatre théâtres, construits entre 1910 et 1931, du quartier du centre historique de South Broadway pour représenter les théâtres londoniens où ont lieu les spectacles de magie : le Los Angeles Theatre, le Palace Theatre, le Belasco et le Tower Theatre. Les scènes du tour de « l'homme transporté » de Borden sont tournées au Los Angeles Theatre et celles du « nouvel homme transporté » d'Angier au Belasco.
La plupart des extérieurs des rues londoniennes sont tournés dans la zone adjacente des Universal Studios. Les scènes présentant la machine de Nikola Tesla sont filmées à l'observatoire du Mont Wilson et d'autres scènes dans le Colorado à Colorado Springs et au Osgood Castle, dans le comté de Pitkin. Nolan préfère tourner dans des sites authentiques qu'il fait redécorer plutôt que de créer des décors de toutes pièces en studio. Contrairement à la plupart des films d'époque, Nolan privilégie aussi le tournage caméra à l'épaule et avec un éclairage naturel. Le tournage se termine le 9 avril 2006.

## Accueil

### Accueil critique
Le film a reçu un accueil critique positif, recueillant 76 % de critiques favorables, avec un score moyen de 7,1⁄10 et sur la base de 188 critiques collectées, sur le site Rotten Tomatoes. Sur le site Metacritic, il obtient un score de 66⁄100, sur la base de 36 critiques collectées. En 2008, le magazine Empire le classe à la 305e place dans sa liste des 500 meilleurs films de tous les temps.
Claudia Puig, de USA Today, évoque un film « visuellement sensationnel et étonnamment astucieux », « merveilleusement captivant, sombrement mystérieux et divertissant du début à la fin ». Peter Travers, de Rolling Stone, lui donne 3,5 étoiles sur 4, affirmant que « Nolan dirige le film exactement comme un grand tour de magie », donnant immédiatement l'envie de le revoir, et met en avant les interprétations de Christian Bale et Michael Caine. Philip French, de The Observer, le qualifie « d'œuvre impressionnante » bénéficiant de « décors magnifiquement stylisés et d'un montage très précis » et qui combine « le suspense, l'émotion et souvent l'humour noir » à « l'excitation intellectuelle ». Dan Jolin, du magazine Empire, lui donne 4 étoiles sur 5, estimant qu'il est « bizarre mais d'une façon brillante » et louant les interprétations de Bale, Caine et Jackman. Pour A. O. Scott, du New York Times, le film est une « machinerie complexe et élaborée » avec une « structure en forme de puzzle satisfaisante » et « suffisamment généreux » pour éclipser son « manque de substance ». Et Roger Ebert, du Chicago Sun-Times, lui donne 3 étoiles sur 4, évoquant une « atmosphère obsédante » mais un dénouement « décevant » .
Du côté des critiques négatives, Dennis Harvey, de Variety, évoque un film « désordonné » au « dénouement confus » et plein « d'effets gratuits » où, « en dépit des efforts des deux acteurs principaux », les personnages paraissent « unidimensionnels ». Pour Jack Mathews, du New York Daily News, le film est ambitieux et visuellement réussi mais « fait une promesse qu'il ne peut tenir » par la faute d'un « troisième acte aussi convaincant qu'une photo d'une vache sautant par-dessus la lune ». Et Mick LaSalle, du San Francisco Chronicle, estime que l'histoire est « plate » et « ne procure pas beaucoup d'intérêt » alors que les personnages ne sont « ni attachants, ni convaincants ».
En France, il obtient une moyenne de 3,2 étoiles sur 5 pour les critiques de la presse sur le site Allociné. Pascal Pinteau, de L'Écran fantastique, évoque « un authentique chef-d'œuvre » ; pour Fabrice Pilskin, du Nouvel Observateur, ce « tour de passe-passe cinématographique » condense dans son scénario « la poésie de Méliès, l'inhumanité de la biogénétique moderne et la verve du feuilleton » ; pour Stéphane Delorme, des Cahiers du cinéma, c'est « une belle histoire » où « le désir d'être illusionné n'a pas de limite » ; Jean-Marc Lalanne, des Inrockuptibles, évoque « un suspense brillant dans les coulisses de la prestidigitation, doublé d'une réflexion habile sur la perversité de l'illusion spectaculaire » ; Gaël Gohen, de Première, un « duel d'acteurs imposants », une « mise en scène stylée » et un « script brillant » ; et pour François-Guillaume Lorrain, du Point, Christopher Nolan manipule le spectateur en « mécanicien diabolique du récit ».
Parmi les critiques plus mitigées, Stéphanie Belpêche, du Journal du dimanche, estime que c'est un « thriller visuellement éblouissant » mais regrette que l'intrigue soit « rapidement déflorée » ; Vincent Ostria, de L'Humanité, évoque un « film monomaniaque » qui « convainc plus lorsqu'il sort de sa spirale de rivalités » ; Lorenzo Codelli, de Positif, estime qu'« avec une plus grande linéarité narrative, un peu moins de petits trucs visuels […] et quelques dizaines de minutes coupées, on aurait applaudi la performance de Christopher Nolan » ; et pour Frédérique Roussel, de Libération, « le film réussit la reconstitution léchée du Londres de l'époque et le portrait psychologique de deux hommes fort différents » mais « laisse de côté l'horreur qui imprégnait le livre » et « finit par égarer le spectateur ». Les critiques négatives viennent de Christine Haas, de Paris Match, pour qui « l'âme de cet abracadabra sophistiqué est restée coincée dans le double fond du sac à malices » et de Éric Libiot, de L'Express, qui évoque un film « lourdaud et bancal ».

### Box-office
La sortie du film, prévue à l'origine pour le 27 octobre 2006, est avancée d'une semaine. Le film sort aux États-Unis et au Canada le 20 octobre dans 2 281 salles et rapporte 14 801 808 $ pour son premier week-end d'exploitation. Il a finalement rapporté 109 676 311 $ au box-office mondial, dont 53 089 891 $ aux États-Unis et au Canada. Il a réalisé 190 151 entrées en France, 104 779 au Québec, 36 983 en Suisse, et 18 182 en Belgique.
| Pays         | Box-office   | Pays      | Box-office  | Pays             | Box-office |
| ------------ | ------------ | --------- | ----------- | ---------------- | ---------- |
| +            | 53 089 891 $ | Russie    | 1 965 984 $ | Argentine        | 682 220 $  |
| Royaume-Uni  | 6 837 491 $  | Allemagne | 1 797 596 $ | Hong Kong        | 680 425 $  |
| Espagne      | 5 129 330 $  | Grèce     | 1 512 050 $ | Belgique         | 661 447 $  |
| Italie       | 5 114 995 $  | France    | 1 500 000 $ | Danemark         | 640 828 $  |
| Australie    | 4 607 991 $  | Turquie   | 1 445 175 $ | Autriche         | 558 347 $  |
| Japon        | 4 032 489 $  | Brésil    | 1 400 000 $ | Nouvelle-Zélande | 550 422 $  |
| Corée du Sud | 3 500 000 $  | Taïwan    | 1 163 264 $ | Suède            | 513 866 $  |
| Mexique      | 2 951 574 $  | Pays-Bas  | 757 704 $   | Suisse           | 350 825 $  |

## Distinctions
Christopher Nolan a remporté pour ce film l'Empire Award du meilleur réalisateur en 2007 alors que Michael Caine a remporté le prix du meilleur acteur britannique dans un second rôle du London Film Critics Circle.
Le film a reçu deux nominations à la 79e cérémonie des Oscars pour l'Oscar des meilleurs décors et celui de la meilleure photographie. Il a été nommé en 2007 pour le prix Hugo du meilleur film, le Saturn Award du meilleur film de science-fiction et celui des meilleurs costumes, l'Empire Award du meilleur acteur (pour Christian Bale) et celui du meilleur espoir féminin (pour Rebecca Hall), et en 2008 pour le prix Nebula du meilleur script.

## Sortie vidéo
Le Prestige est sorti en DVD et en disque Blu-ray le 20 février 2007 en région 1 et le 27 juin 2007 en région 2. Il comporte un making-of d'une durée d'environ vingt minutes mais pas de commentaire audio, Nolan n'ayant pas souhaité enlever du mystère à l'histoire par ses explications. En cinq ans, les ventes DVD ont rapporté plus de 45 000 000 $, et ce uniquement aux États-Unis.

## Commentaires
La signification du titre du film provient de l'une des trois étapes (inventées dans la fiction dont s'inspire le film) que comporte un tour de magie. La première étape se nomme la « promesse », où le magicien montre au public quelque chose qui semble ordinaire, mais ne l'est pas. La deuxième étape consiste en l'exécution, le « tour », où le magicien rend l'acte ordinaire extraordinaire. Le « prestige », titre du film donc, et étape finale de l'illusion, est la partie du tour de magie où l'imprévu se produit.
La narration du film est construite comme les phases d'un tour de magie décrites au début du film, le retournement final en étant le dénouement, le « prestige ».